# Slag bij Karbala

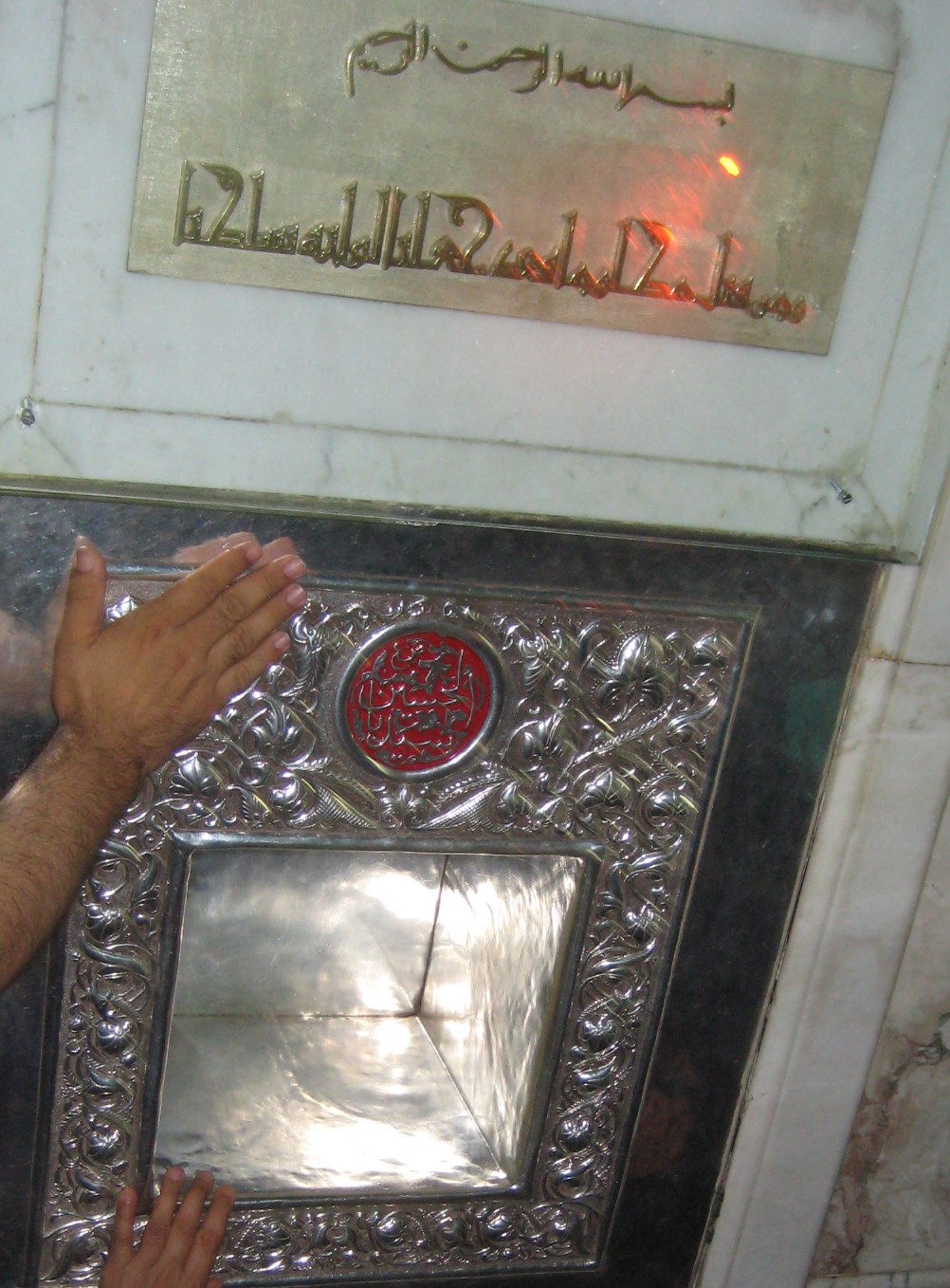
In de Grote moskee van Damascus is nog steeds de plek te zien waar het hoofd van imam Hoessein werd bewaard.

De Slag bij Karbala was een veldslag tussen troepen onder kalief Yazid I enerzijds en troepen onder leiding van Imam Hoessein anderzijds. De slag vond plaats op 10 muharram 61 oftewel 10 oktober 680. De slag wordt elk jaar herdacht tijdens de herdenking Asjoera. De slag vond plaats op de Vlakte van Karbala, waar zich nu de Iraakse stad Karbala bevindt. 

## Achtergrond
Na de moord op de derde kalief Oethman in 656 werd Ali ibn Aboe Talib, die getrouwd was met Mohammeds dochter Fatima Zahra, verkozen tot nieuwe leider van het kalifaat. Hij werd echter niet erkend door de stadhouder van Syrië, Moe'awija en de stadhouder van Egypte, 'Amr ibn al-'As, wat leidde tot de Eerste Fitna. Ali slaagde er al snel in om de rebellen onder leiding van Mohammeds weduwe Aïsja bij Basra te verslaan in de Slag van de Kameel (656), maar de slag bij Siffin (657) tussen hem en Moe'awija (gesteund door 'Amr) bleef onbeslist. In de jaren daarna verloor Ali steeds meer terrein en in 661 werd hij ten slotte te Koefa vermoord. Zijn zoon Hassan ibn Ali zag af van het kaliefdom en tekende een vredesverdrag met Moe'awija, waarna Moe'awija het kalifaat overnam en de Omajjaden-dynastie stichtte. Hierna ontstond de Sji'at Ali ("Partij van Ali"), een aanvankelijk politieke beweging die meende dat Ali en zijn nakomelingen de rechtmatige opvolgers van Mohammed waren. Dit vormde de basis van het sjiisme en het alevitisme. Het werd naast het soennisme een van de twee grote stromingen in de islam.

## Veldslag
Toen in 680 Moe'awija overleed, drongen veel moslims er bij Hoessein op aan om de nieuwe kalief te worden. Hoessein was gegriefd door de beledigingen tegen zijn vermoorde vader Ali en hoewel zijn broer Hassan (†670) ervan had afgezien, waren de Aliden nog steeds populaire kandidaat-kaliefen als enige overlevende afstammelingen van Mohammed. Hoessein zag in Moe'awija's dood een kans, nam het verzoek aan en vertrok met zijn gevolg vanuit zijn woonplaats Medina naar Koefa. 
Hoessein heeft Koefa echter nooit bereikt. Het reisgezelschap werd enkele kilometers ten zuiden van Koefa opgewacht door soldaten van de nieuwe kalief Yazid I, die zijn vader Moe'awija was opgevolgd. Alle 72 mannen, onder wie Ali al-Akbar, Abu Bakr ibn Ali en Omar ibn Ali werden gedood. Hoesseins hoofd wordt met een slag van een zwaard van zijn romp geslagen en later aan de kalief in Damascus gepresenteerd, het werd vervolgens tentoongesteld in de Grote moskee van Damascus.

## Betekenis voor de sjiieten
Voor de sjiieten heeft de Slag bij Karbala een bijzondere betekenis gekregen. De dood van Hoessein wordt gezien als de dood van een martelaar, die vocht tegen tirannie.
Elk jaar wordt de slag tijdens Asjoera door sjiieten wereldwijd herdacht. Gelovigen komen jaarlijks samen, waarbij het verhaal over de gebeurtenis wordt verteld. Daarnaast worden lezingen gegeven en een rouwzang gezongen. Na de rouwzang sluiten de sjiieten de bijeenkomst af met een gezamenlijke maaltijd. In sommige sjiitische gemeenschappen is sprake van zelfkastijding tijdens de rouwzang.